# كليفورد كاري
كليفورد كاري (بالإنجليزية: Clifford Curry)‏ هو مغني أمريكي، ولد في 3 نوفمبر 1936 في نوكسفيل في الولايات المتحدة، وتوفي في 6 سبتمبر 2016.

## وصلات خارجية
- كليفورد كاري على موقع ميوزك برينز (الإنجليزية)
- كليفورد كاري على موقع أول ميوزيك (الإنجليزية)
- كليفورد كاري على موقع ديسكوغز (الإنجليزية)